# بحر الغرب
بحر الغرب

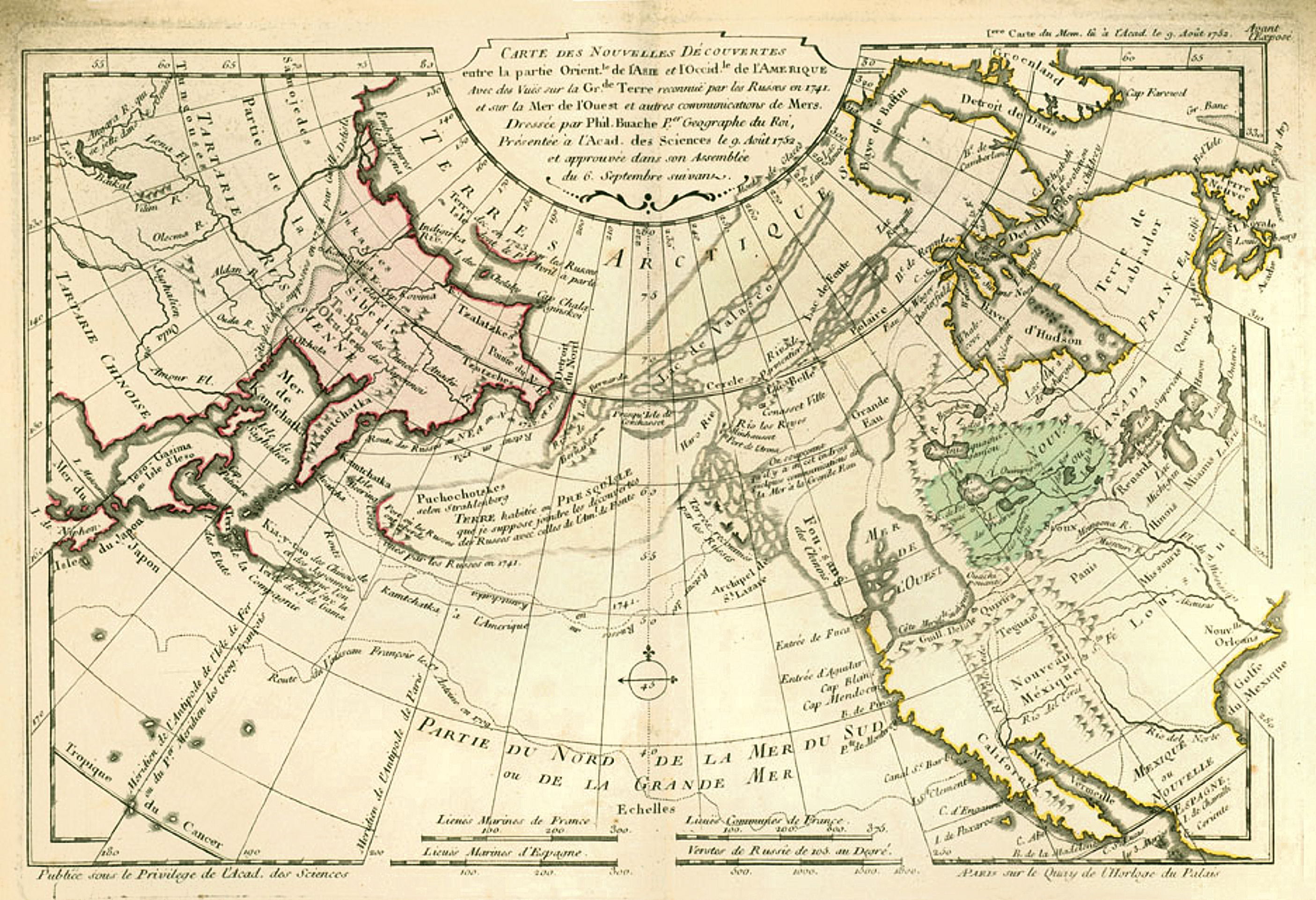
Buache, 1753demonstrating the Mer de l'Ouest model developed by Joseph-Nicolas Delisle. California is at the lower right; the mythical sea is above it.

كان بحر الغرب، أو (مير دي لـ أوست)، مفهومًا جُغْرَافِيًّا خاطئًا لبحر داخلي في شمال غرب المحيط الهادئ ظهر في العديد من خرائط القرن الثامن عشر. شاع التصوير بشكل خاص على الخرائط الفرنسية. كان من المفترض أن يكون البحر متصلاً بالمحيط الهادئ بمضيق واحد على الأقل. ظهرت العديد من التخمينات المختلفة حول شكل البحر وحجمه وموقعه على خرائط تلك الفترة. اعتُقد بوجود البحر من الكتابات التي تصف رحلتين من الاستكشاف، واحدة قام بها (الأميرال بارثولوميو دي فونتي)، والأخرى (خوان دي فوكا). قد تكون رحلة خوان دي فوكا قد حدثت، لكن من المعروف الآن أن روايته احتوت على العديد من التشويهات والافتراءات. من ناحية أخرى، لا يُعرف الأدميرال دي فونتي على أنه شخصية تاريخية، وسرد رحلته محض خيال. صورت عدة خرائط في أوائل القرن الثامن عشر البحر، لكن الاهتمام والإيمان بوجوده تضاءل حتى منتصف القرن الثامن عشر، عندما ظهر مير دي لـ اوست فجأة على الخرائط وسرعان ما أصبح شائعًا لعدة عقود. تحسنت المعرفة الأوروبية للمنطقة تدريجيًا بحيث أصبح الاعتقاد في البحر الداخلي غير مقبول قبل عام 1800.
الأصول ولد خوان دي فوكا أيوانيس فوكاس في جزر اليونان الأيونية عام 153. حسب مايكل لوك، ادعى دي فوكا أنه كان في خدمة التاج الإسباني لعقود، سافر خلالها في الشرق الأقصى. بحلول عام 158، يُزعم أن السبل تقطعت به في إسبانيا الجديدة عندما قُبض على جاليين من قبل توماس كافنديش. تحت رعاية نائب الملك في إسبانيا الجديدة، ادعى دي فوكا أنه قاد رحلة عبر الساحل الغربي لأمريكا الشمالية في عام 1592، ووصل إلى مضيق في البحر الداخلي عند خط عرض 47 درجة. تقع السمة المعروفة الآن باسم مضيق خوان دي فوكا عند 84 درجة شمالاً، لذا فإن ادعاء دي فوكا بوجودها مقبول. ومع ذلك، فإن وصف دي فوكا للمنطقة، كما نقله لوك في عام 1625، لا يمكن التعرف عليه ويعد اختراعًا إلى حد كبير، إما بواسطة لوك أو بواسطة دي فوكا نفسه.
تعد مشاركة مايكل لوك مهمة، لأن لوك كان الراعي الرئيسي لبعثة فروبيشر التي تبحث عن ممر شمالي غربي. كانت ثروات المحيط الهادئ بعيدة جِدًّا عن أوروبا، إذ جرى إنفاق الكثير من الكنوز والأرواح وفقدها في ممر طويل وخطي بين المنطقتين. لمئات السنين،
كان إيجاد ممر من المحيط الأطلسي إلى المحيط الهادئ بطريقة ما أكثر مباشرة وأقل غدرًا من مضيق ماجلان يمثل أولوية قصوى للقوى الأوروبية. ألهمت احتمالية الرعاية الملكية والثروات والشهرة الحالمين والمخططين والمستكشفين للبحث عن مثل هذا الطريق. شجع هذا بيئة من المؤامرات والإشاعات. لاقت الرحلات الخيالية، سواء في الممر الشمالي الغربي أو إلى جزر الكنز، جمهورًا سهلاً.
سواء استندت إلى خوان دي فوكا أو غير ذلك، فقد أظهرت بعض الخرائط المخطوطة في القرن السابع عشر جغرافية تخمينية تضمنت فروع للمحيط الهادئ بارزة بعمق في قارة أمريكا الشمالية. تظهر إحدى هذه الخرائط التي تعود إلى أواخر ثلاثينيات القرن السادس عشر التي يحتفظ بها مركز ييل للفنون البريطانية مثل هذا الفرع الذي يصل إلى ما يقارب بضع مئات من الأميال من الساحل الشرقي. رسم غيليوم ديلال، مستوحيًا من هذه الاختراعات على ما يبدو، عدة خرائط يَدَوِيًّا بين عامي 1695 و1700 كتصور لمثل هذه لتدخلات الشرقية للمحيط الهادئ. طبع جوزيف نيكولاس ديلايل، الأخ غير الشقيق لغيليوم، نسخًا من إحدى هذه الخرائط. واصل غيليوم صياغة ومراجعة تصوره لهذا البحر الغربي على مدى عقود، لكنه لم ينشر أبدًا أي خرائط تصور بحر الغرب على الرغم من إنتاجه الغزير للخرائط المطبوعة. أُنتجت بعض الخرائط المستندة إلى ديلال على مدار العقود العديدة التالية.
بصفته رسام خرائط للملك ومعلمًا لأطفاله، كان لأفكار غيليوم ديلال تأثير كبير. في أولى مخطوطاته، كتب ديلايل عن البحر، في عام 1716، أنتج حاكم فرنسا الجديدة مذكرات توضح مسارًا مائيًا من بحيرة وينيبيغ إلى بحر الغرب. شجعت وزارة البحرية الفرنسية على الاستكشاف، لكنها لم تمول الرحلات الاستكشافية. من ناحية أخرى، كان الكنديون الفرنسيون مهتمين بتجارة الفراء. في عام 1731، جرى تعيين بيير غوتييه دي فارين، وسيور دي لا فيرياندري، مع اللجان المزدوجة للتنقيب وتطوير طرق تجارة الفراء. على مدار اثني عشر عامًا تاليًا، توغلت حملات سيور دي لا فيريا ندري أقصى الغرب مثل ساسكاتشوان ووايومنغ في بحثهم عن الفراء و«نهر الغرب» وبحر الغرب. بحلول عام 1743، سئمت وزارة البحرية الفرنسية من سيور دي لا فيريا ندري، واشتبهت في أنه يتاجر بالفراء عندما كان ينبغي أن يستكشف، وضغطت عليه للاستقالة.
في عام 1708، ظهر سرد جديد لرحلة رائعة يصبح في النهاية مؤثرًا للغاية. في أبريل من ذلك العام، نشرت دورية إنجليزية لم تدم طويلًا تدعى «منوعات شهرية» أو «مذكرات للفضول» رسالة مزعومة من الأدميرال بارثولوميو دي فونتي. من المفترض أن الرسالة ترجمت من الإسبانية. قدم سرد تفصيلي لرحلة جرت في عام 1640 إلى الساحل الشمالي الغربي لأمريكا الشمالية، والتعامل مع السكان الأصليين، والمرور إلى بحر داخلي كبير، وممرات مائية طويلة ومتقنة إلى داخل القارة، واتصال محتمل بالسواحل الشرقية لقارة أمريكا الشمالية. من المفترض أنه بسبب غموض المجلة، لم يلهم السرد أي خرائط لعقود. فمن شأنه أن يتغير.
المراجع:
1. ↑  "Northwest pasage: imaginary voyages". Princeton University. مؤرشف من الأصل في 2022-10-23.
2. ↑  "An account of a voyage for the discovery of a North-West Passage by Hudson's Streights". British Library. مؤرشف من الأصل في 2022-10-23.
3. ↑  "Manuscript map of North America, ca. late 1630s, pen and ink and watercolor on parchment". Yale University. مؤرشف من الأصل في 2022-10-25.
4. 1 2  Donald L. McGuirk (2011). The last great cartographic myth: Mer de l'Ouest. Cambridge, Massachusetts: MapRecord Publications. ISBN:978-0-9794768-8-4.
5. 1 2  Arthur Silver Morton (1939). A History of the Canadian West (ط. University of Toronto Press 1973, Lewis G. Thomas). Thomas Nelson & Sons. ص. 162, 169.
6. ↑  Henry R. Wagner (1931). "Apocryphal Voyages to the Northwest Coast of America". American Antiquities Society, Proceedings. American Antiquities Society. ج. 41: 179–234.